# Jan Ciepiela
Jan Ciepiela (ur. 21 stycznia 1989 w Świętochłowicach) – polski lekkoatleta, sprinter.
Koronnym dystansem Ciepieli jest bieg na 400 metrów, i to na nim odniósł swój jak dotąd największy sukces  indywidualny - złoto Halowych Mistrzostw Polski seniorów (Spała 2009). Dzięki uzyskanemu czasowi (46,82 s) uzyskał prawo do startu na Halowych Mistrzostwach Europy w Turynie zarówno w sztafecie 4 x 400 metrów jak i w starcie indywidualnym na 400 m. W biegu eliminacyjnym na tej imprezie Ciepiela spisał się znakomicie - zwyciężył w czasie nowego rekordu życiowego (46,72 s). W półfinale nie powtórzył już tego wyniku, zajął 4. miejsce w swoim biegu i odpadł, będąc ostatecznie sklasyfikowany na 7. pozycji. Brązowy medal HME wywalczył za to w sztafecie 4 x 400 m, biegnąc na pierwszej zmianie (czas Polaków: 3:07.04).
Dwa lata wcześniej, podczas Mistrzostw Europy juniorów w lekkoatletyce (Hengelo 2007) polska  sztafeta 4 x 400 metrów w składzie Jakub Krzewina, Ciepiela, Sebastian Porządny oraz Marcin Kłaczański jako pierwsza minęła linię mety, jednak kilka godzin po zakończeniu biegu została zdyskwalifikowana za przeszkadzanie w biegu sztafecie niemieckiej.
Brązowy medalista młodzieżowych mistrzostw Europy w biegu na 400 metrów (Kowno 2009) z czasem 45,81. W sztafecie 4 x 400 m biegnąc ostatnią zmianę poniżej 45 sekund pomógł zdobyć złoty medal tej imprezy.
Reprezentował Polskę podczas mistrzostw świata (Berlin 2009), będąc najszybszym zawodnikiem polskiej reprezentacji zarówno w eliminacjach jak i finale. Polska sztafeta 4 x 400 metrów zajęła 5. miejsce.
Ciepiela reprezentuje AZS-AWF Kraków.

## Rekordy życiowe
- Bieg na 300 metrów – 32,97 s. (2013) 4. wynik w historii polskiej lekkoatletyki[2]
- bieg na 400 metrów (stadion) – 45,81 s. (17 lipca 2009, Kowno)
- Bieg na 400 metrów (hala) – 46,72 s. (2009)